# Leukose bij het rund
Leukose is een dierziekte die bij rundvee voorkomt. Op grond van klinische en pathologisch-anatomische kenmerken worden bij het rund de volgende vier vormen van leukose onderscheiden:
- De gegeneraliseerde leukose bij het kalf (soms congenitaal).
- De thymusvorm bij het jonge rund. Deze vorm wordt ook wel thymuslymfosarcoom genoemd.
- De huidleukose.
- De gegeneraliseerde leukose bij het volwassen rund.

## Virusgeïnduceerde leukose
De gegeneraliseerde leukose bij het volwassen rund, een van de vier leukose-vormen bij het rund, kan worden veroorzaakt door een virus, het boviene leukose virus, een retrovirus. Deze vorm wordt aangeduid met de term Enzoötische Boviene Leukose (EBL).
Het is overigens niet zeker, dat de gegeneraliseerde leukose bij het volwassen rund altijd door een virus wordt veroorzaakt.

## Transmissie van het boviene leukosevirus (BLV)
Transmissie van het BLV kan op de volgende manieren:
- Via bloedtransfusie.
- Intra-uterien: Bij kalveren van met BLV besmette koeien kan het virus reeds in het serum voorkomen voordat ze colostrum hebben opgenomen.
- Via besmette injectienaalden.
- Via onthoorning en andere chirurgische ingrepen, waarbij het instrumentarium niet of onvoldoende gesteriliseerd wordt.
- Via rectale exploratie. Hierbij kunnen slijmvlieslaesies ontstaan waardoor bloed kan vrijkomen. Indien niet bij elke exploratie nieuwe handschoenen worden gebruikt zouden via dit bloed besmettingen kunnen worden overgebracht.
- Transmissie via het colostrum is onder experimentele omstandigheden aangetoond. De betekenis van deze vorm van transmissie onder veldomstandigheden is niet bekend.

De meest voorkomende vorm van transmissie zou die via BLV-positief bloed zijn.

## De termen "thymusvorm bij het jonge rund" en "thymuslymfosarcoom"
Deze twee termen, die gebruikt worden voor een van de vier vormen van leukose zijn niet optimaal, omdat ze min of meer suggereren, dat hierbij sprake is van (echte) thymustumoren. Dat is niet het geval. De thymusvorm bij het jonge rund is een vorm van leukose die alleen of vooral in en in de directe omgeving van de thymus voorkomt. Misschien is daarom de ook wel gebruikte term lymfosarcoom van het voorste mediastinum beter.